# アルモウロル
座標: 北緯39度27分43秒 西経8度23分06秒 / 北緯39.462度 西経8.385度

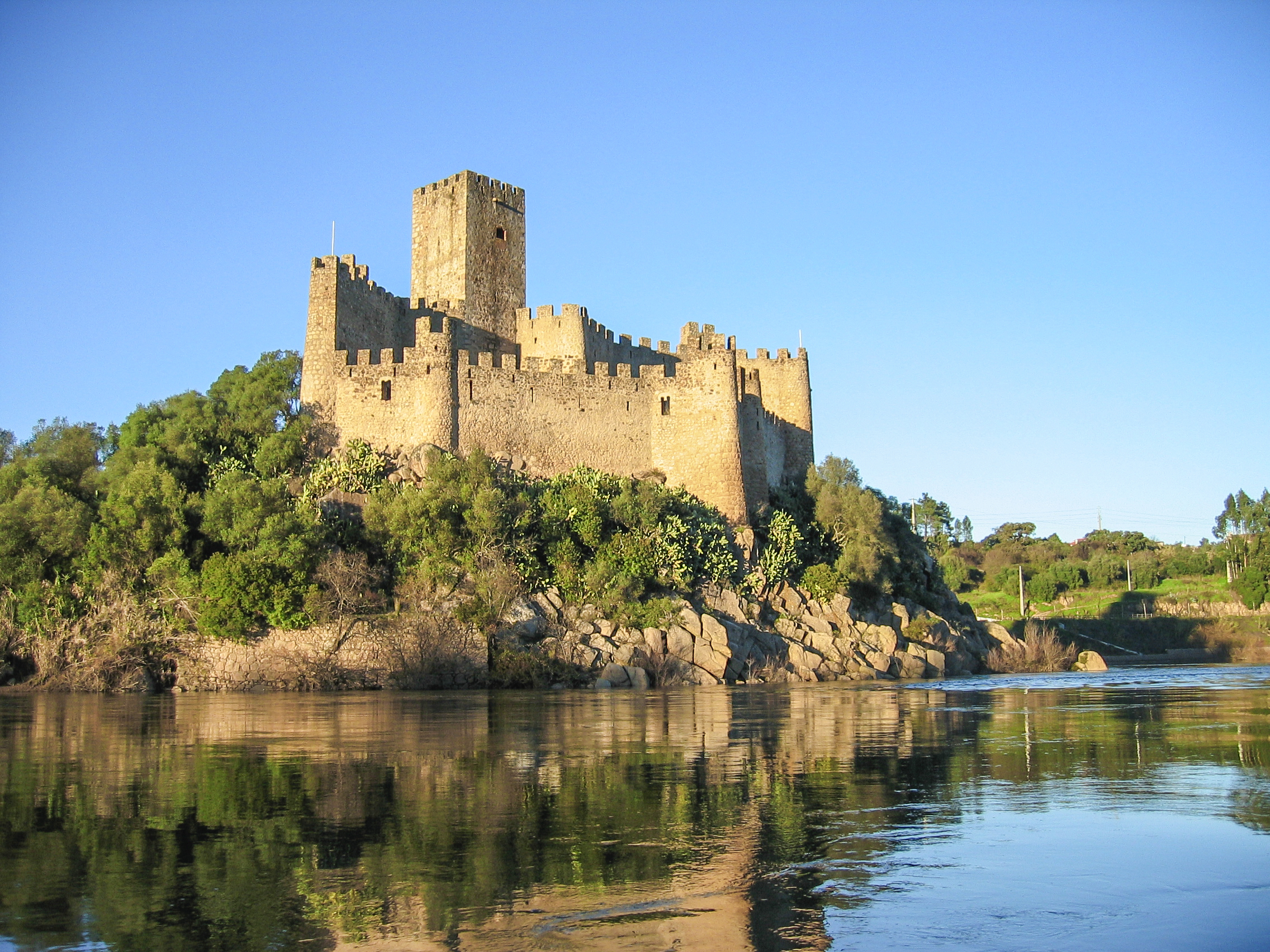
アルモウロル城

アルモウロル（Almourol）は、ポルトガル中部地域のプライア・ド・リバテーホ教区のテージョ川の中にある小島である。この島はテージョ川中流のゼゼレ川との合流点の数キロメートル下流のタンコスの近隣にある。
この島の頂上にあるアルモウロル城はポルトガルの国定記念物である。